# Alexander Beyer (Politiker)

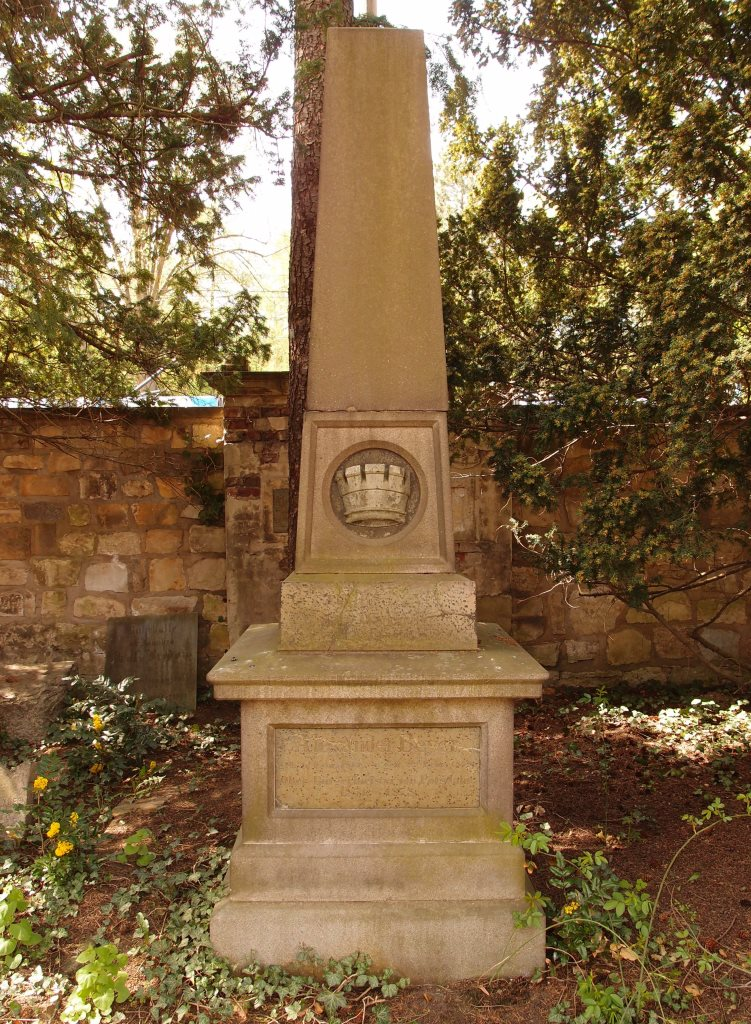
Grab von Alexander Beyer auf dem Alten Friedhof in Potsdam

Alexander Beyer (* 25. Februar 1813 in Posen; † 22. Februar 1878 in Potsdam) war ein preußischer Kommunalpolitiker, 5. Oberbürgermeister von Potsdam und Mitglied des preußischen Herrenhauses.

## Leben
Alexander Beyer war Sohn eines preußischen Beamten (Königlicher Geheimer Regierungsrat) und der jüngere Bruder des Generals Gustav Friedrich von Beyer. Seine Schulbildung erhielt er am Königlichen Gymnasium in Posen und durch Privatunterricht. Nach dem Schulabschluss studierte er Jura an der Friedrich-Wilhelm-Universität Berlin. Das Studium schloss er 1834 ab. Anschließend trat Beyer in den Staatsdienst ein und bekleidete Funktionen als Regierungsrat in Magdeburg, Düsseldorf, Berlin und Sigmaringen.
Im Jahr 1851 wählte ihn der Potsdamer Stadtrat zum Ersten Bürgermeister der Stadt; am 23. September wurde er vereidigt. Damit war er der fünfte Bürgermeister der Stadt Potsdam. Er löste den bisherigen Bürgermeister B. Gobbin ab. Ein Jahr später erfolgte seine Ernennung zum Oberbürgermeister durch den preußischen König Friedrich Wilhelm IV. Von Ende Februar 1852 bis zum 31. Juli 1854 ließ sich Beyer beurlauben. In dieser Zett wurde er als Fürstlich-Waldeckischer Hofrat berufen, um eine neue Verfassungsurkunde für das Fürstentum Waldeck auszuarbeiten.
Er kehrte 1854 auf seine Position zurück und erhielt zusätzlich vom König die Ernennung zum Mitglied des preußischen Herrenhauses als Vertreter der Stadt Potsdam auf Lebenszeit. 1863 und 1875 verlängerte der Stadtrat Beyers Amtszeit um jeweils weitere zwölf Jahre.
In Beyers Amtszeit fiel das Wachstum der Stadt in der Phase der Industrialisierung. Da der preußische König seine zweite Residenz in Potsdam hatte, hatte der Hof ein Interesse, den vornehmen Charakter der Stadt als Residenz-, Beamten- und Garnisonsstadt nicht anzutasten. Dies hatte Beyer mit einer Fortentwicklung der Infrastruktur und der Wirtschaftskraft für eine deutlich wachsende Bevölkerung auszubalancieren.
Unter Beyers Ägide erhielt Potsdam seit 1856 eine Gasanstalt und die gasgefeuerte Straßenbeleuchtung, zentrale Wasserversorgung und Kanalisation und die ersten Observatorien auf dem Telegrafenberg 1875/1876 im Süden der Stadt. Hinzu kamen im sozialen Bereich das 1865 gegründete Wilhelmsstift, das Friedrichsstift sowie das katholische Rettungs- und Waisenhaus (beides 1868 gegründet) und das 1872 erbaute St. Josephs-Krankenhaus. Auch die Anlage des Neuen Friedhofes um 1861 geht auf seine Initiative zurück.
Die Stadt Potsdam wuchs von 1861 von etwa 34.000 Einwohnern auf 40.000 Einwohner im Jahr 1881. Neue Bebauung entstand in der Berliner Vorstadt und in der Brandenburger Vorstadt. Das Stadtgebiet wuchs durch Eingemeindung von einigen Gutsbezirken.
Beyer starb am 22. Februar 1878, drei Tage vor seinem 65. Geburtstag im 27. Jahr seiner Amtszeit als Oberbürgermeister. Er ist auf dem Alten Friedhof in Potsdam beigesetzt. Der Grabobelisk ist bis heute erhalten.

## Ehrungen
Beyer erhielt den
- Roten-Adler-Orden III. Klasse mit Schleife
- Verdienstkreuz I. Klasse

Die Beyerstraße in Potsdam wurde 1879 nach ihm benannt.